# 나카가미군

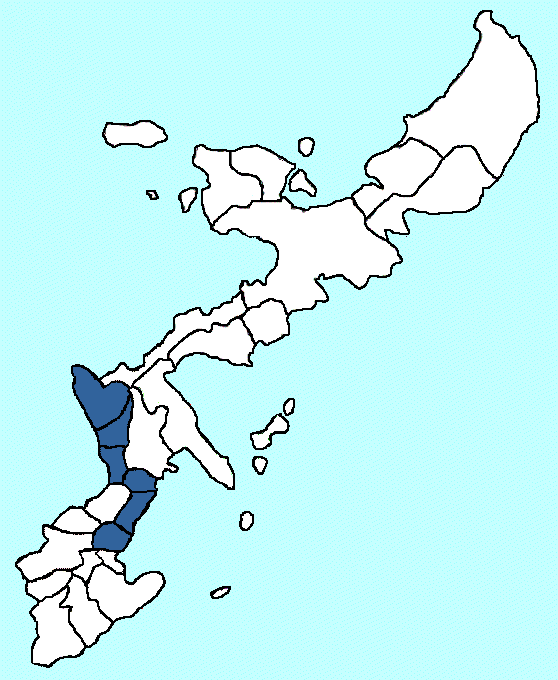
나카가미 군의 위치

나카가미군(일본어: 中頭郡, 오키나와어: Nakajan)은 오키나와현의 군이다.
인구 159,642명, 면적 107.3km², 인구밀도 1,488명/km².(2025년 5월 1일, 추계인구)
이하 3정 3촌으로 구성된다
- 기타나카구스쿠촌(北中城村)
- 나카구스쿠촌(中城村)
- 요미탄촌(読谷村)
- 가데나정(嘉手納町)
- 자탄정(北谷町)
- 니시하라정(西原町)

## 역사
- 2006년 1월 1일 : 사시키 정(佐敷町), 지넨 촌(知念村), 다마구스쿠 촌(玉城村), 오자토 촌(大里村)이 합병하여 난조시(南城市)가 되면서 나카가미군의 관할구역에서 분리되었다.